# 160
Het jaar 160 is het 60e jaar in de 2e eeuw volgens de christelijke jaartelling.

## Gebeurtenissen

### Europa
- Keizer Antoninus Pius laat in de Neckar-vallei de Rijngrens (limes) versterken.

### Griekenland
- Lucianus van Samosata, Grieks schrijver, publiceert het verhaal "Vera Historia".

### Egypte
- De Egyptische economie gaat ten onder vanwege de Romeinse belastingdruk.

## Geboren
- Guan Yu, Chinees veldheer (overleden 219)
- Tertullianus, filosoof en kerkvader (overleden 230)

## Overleden
- Marcion van Sinope (75), theoloog en stichter van het marcionisme